# زبرک
زبرک (به لاتین: Zabrak) یک منطقهٔ مسکونی در افغانستان است که در ولسوالی بلخاب واقع شده‌است.